# ABB Robotics
ABB Robotics är en av världens ledande leverantörer av robotik och maskinautomation med en omfattande och integrerad produktportfölj som täcker robotar, AMR (Autonomous Mobile Robots) och maskinautomationslösningar. ABB Robotics har cirka 11 000 anställda i mer än 50 länder.

## Starten av ABB Robotics
Historien om ABB Robotics går tillbaka till sent 1969 när Curt Nicolin, då VD för ASEA, träffade Joe Engelberger under en resa till USA. Engelberger var chef för Unimation, den största och ledande tillverkaren av industrirobotar på den tiden. Dessa robotar var hydrauliskt drivna och utrustade med ett enkelt punkt-till-punkt-kontrollsystem. Curt Nicolin trodde på tekniken och fann den intressant. År 1971 beslutade han att ASEA skulle utveckla sin egen industrirobot. Projektet började som en förstudie utförd av ASEAs utvecklingsavdelning, som bildade en liten projektgrupp. Automatiseringsexperten Björn Weichbrodt rekryterades senare från USA och blev projektledare. Han övertog ledningen för robotverksamheten från 1974 och lade grunden för ABB Robotics senare framgångar.

## Utvecklingsarbetet
Björn Weichbrodt presenterade en projektplan "Industrial Robot Project" den 4 april 1972. Ungefär ett år senare hade 18 utvecklare skapat en prototyp med en unik manipulator, kontrollsystem och mjukvara. I början av 1970-talet var det tekniskt inte möjligt att utveckla en elektrisk robot. Men nyckelkomponenter började lanseras på marknaden som tex inklusive högeffektstransistorer, en liten DC-motor, en växel med en reduktionsförhållande på 200x för lämplig armrörelse (Harmonic Drive) och, viktigast av allt, en 8-bitars mikroprocessor. ASEAs robotprojekt sammanföll med Intels utveckling av de första 8008-mikroprocessorerna. Projektteamet övertygade Intel i början av 1971 att tillhandahålla tre (3) chips från förserieproduktionen. Den befintliga Intel 4004-mikroprocessorn var otillräcklig för att styra en elektrisk robot. Intels mikroprocessor 8008 bidrog nu till att roboten kunde utföra ett avancerat rörelsemönster tillsammans med den unika mekaniska designen som en humanoid manipulator (antropomorf). Detta var en avgörande framgångsfaktor för projektet Som en kuriositet kan nämnas att processorn programmerades med hjälp av en maskinskriven manual från Intel med handskrivna korrigeringar. Robotens mekaniska koncept blev senare standard för större industrirobotar och kopierades av japanska robottillverkare. Projektet resulterade i världens första helt elektriska mikrodatorstyrda 5-axliga industrirobot, IRB 6, kapabel att lyfta 6 kg.

## Marknadsintroduktion
Demonstrationen av den första IRB 6-roboten på Hotel Foresta på Lidingö i oktober 1973 var en framgång. Leif Jönsson, VD för Magnussons i Genarp, såg den och skakade hand med Björn Weichbrodt den 31 december 1973. För robotteamet kom detta första robotköp något överraskande, och projektteamet behövde några månader för att förbereda en offert till Magnussons i Genarp, som lämnades in den 20 februari 1974. Den skriftliga beställningen kom den 25 mars, och leveransen ägde rum den 15 september 1974. Priset var 158 000 SEK för roboten med tillbehör, inklusive 40 timmars assistans med installation, driftsättning och träning. Magnussons i Genarp använde roboten för att slipa och polera rostfria rörböjar, till bland andra Alfa Laval, tills företaget stängde 2017. Således tjänade robotarna i 43 år hos Magnussons i Genarp.

## ABB Robotics i dag
ABB Robotics är en världsledande leverantör av industrirobotar med år 2021 mer än 10 000 anställda globalt och med över 400 000 robotar installerade i världen. Tillverkning av robotar sker i Sverige (Västerås), Kina och USA.

## Bildgalleri

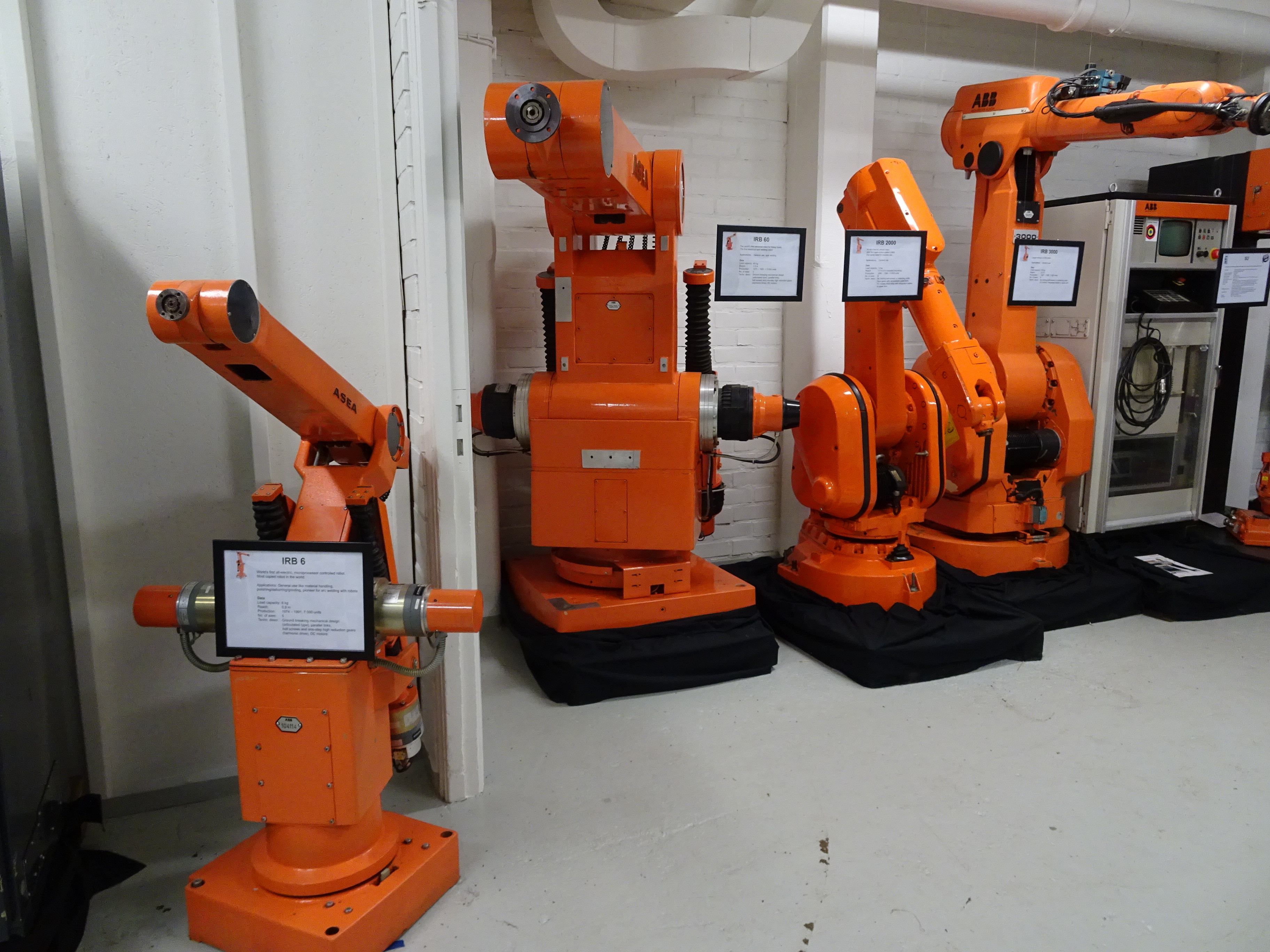
ASEA och ABB industrirobotar,  historisk samling i Västerås
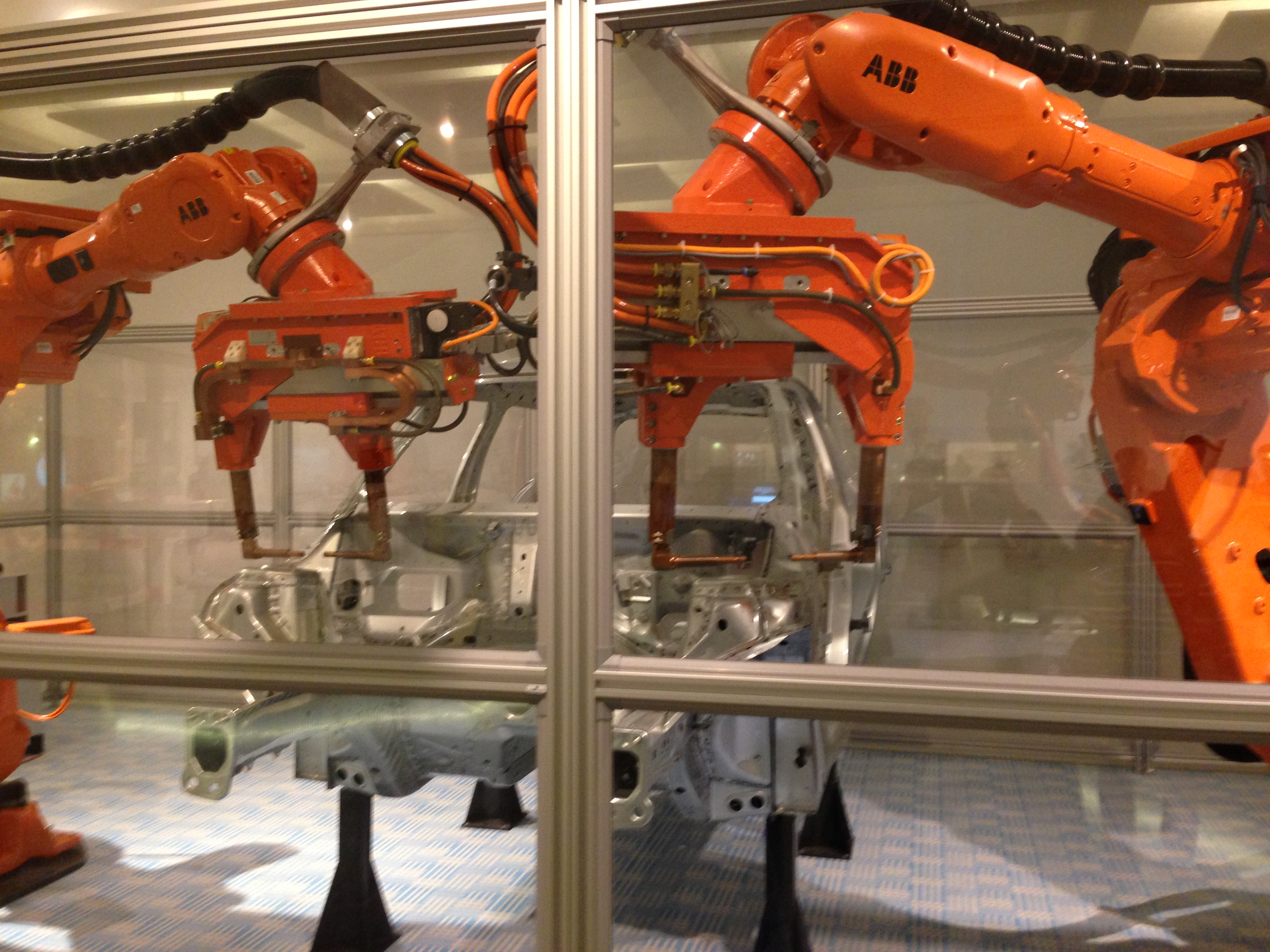
Robotar för punktsvets av bilkaross
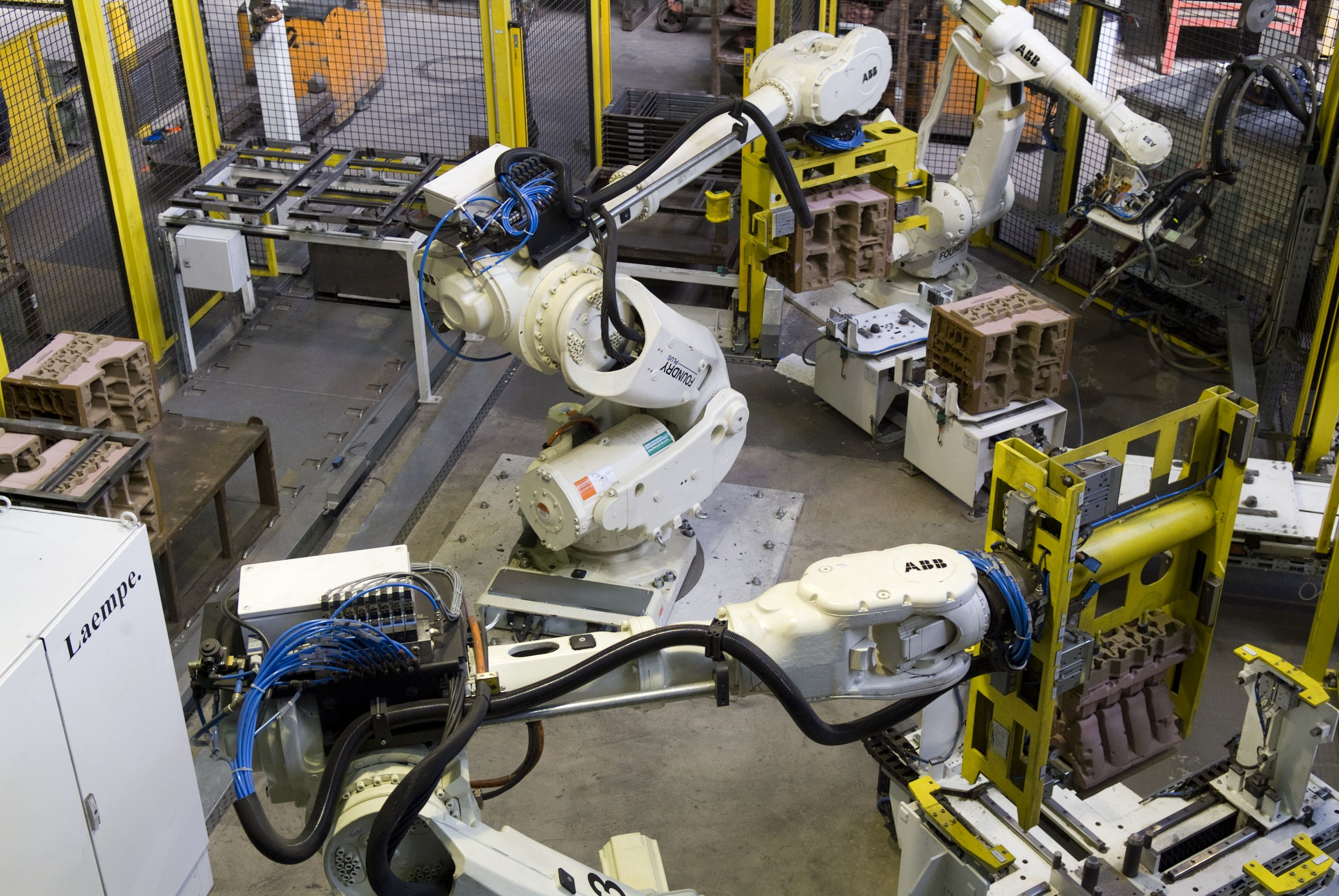
En robotgrupp i ett gjuteri
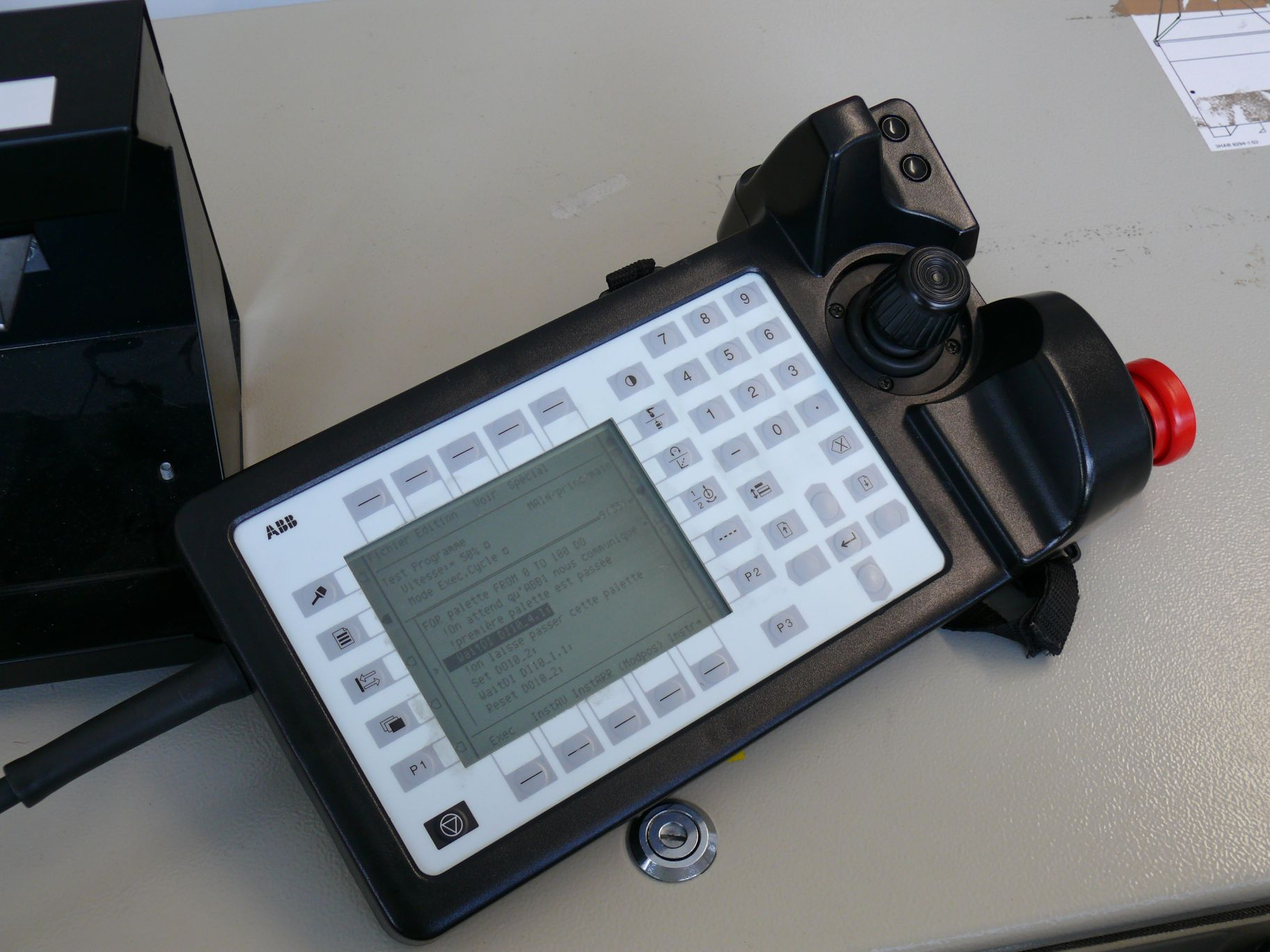
Handhållen enhet för programmering